# Cranichis reticulata
Cranichis reticulata är en orkidéart som beskrevs av Heinrich Gustav Reichenbach. Cranichis reticulata ingår i släktet Cranichis, och familjen orkidéer.
Artens utbredningsområde är Costa Rica. Inga underarter finns listade i Catalogue of Life.